# Konetontli zihuatanejensis
Espèce
Synonymes
- Vaejovis zihuatanejensis Baldazo-Monsiváis, 2003

Konetontli zihuatanejensis est une espèce de scorpions de la famille des Vaejovidae.

## Distribution
Cette espèce est endémique du Guerrero au Mexique. Elle se rencontre vers Zihuatanejo de Azueta et La Unión de Isidoro Montes de Oca.

## Description
Le mâle décrit par González-Santillán et Prendini en 2015 mesure 21,9 mm et les femelles de 23,1 à 28,95 mm.

## Systématique et taxinomie
Cette espèce a été décrite sous le protonyme Vaejovis zihuatanejensis par Baldazo-Monsiváis en 2003. Elle est placée en synonymie avec Vaejovis acapulco par Francke et Saavedra en 2005. Elle est relevée de synonymie dans le genre Konetontli par González-Santillán et Prendini en 2015.

## Étymologie
Son nom d'espèce, composé de zihuatanej[o] et du suffixe latin -ensis, « qui vit dans, qui habite », lui a été donné en référence au lieu de sa découverte, Zihuatanejo.

## Publication originale
- Baldazo-Monsiváis, 2003 : « Vaejovis zihuatanejensis, nueva especie de alacrán del Estado de Guerrero, México (Scorpiones: Vaejovidae). » Entomología Mexicana, vol. 2, p. 67-72.